# San Pablo (Chile)
San Pablo ist eine Kommune im Süden Chiles. Sie liegt in der Provinz Osorno in der Region de los Lagos. Sie hat 10.030 Einwohner und liegt ca. 118 Kilometer nördlich von Puerto Montt, der Hauptstadt der Region.

## Geschichte
Ursprünglich wurde das heutige Gebiet der Gemeinde von den Huilliche bewohnt. Im 18. und 19. Jahrhundert befand sich auf dem Gebiet die spanische Mission Pilmaiquén. Nach der chilenischen Unabhängigkeit 1818 wurde San Pablo zunächst Teil der Stadt Osorno. 1845 wurde die Schule gegründet, und somit wuchs die Bevölkerung des Dorfes stetig an. Am 22. Dezember 1891 wurde San Pablo schließlich zu einer unabhängigen Gemeinde erklärt. Erster Bürgermeister wurde Guillermo Heufemann.

## Demografie und Geografie
Laut der Volkszählung aus dem Jahr 2017 leben in San Pablo 10.030 Einwohner, davon sind 4978 männlich und 5052 weiblich. 46 % leben in urbanem Gebiet, der Rest in ländlichem Gebiet. Neben der Gemeinde San Pablo gehören mehrere Ortschaften zur Kommune, etwa Trafun, Trumao und Quilacahuin. Die Kommune hat eine Fläche von 637,3 km² und grenzt im Norden an La Unión und Río Bueno in der Región de los Ríos, im Osten an Puyehue, im Süden an Osorno und im Westen an San Juan de la Costa.
Der Río Pilmalquén fließt durch die Gemeinde, ehe er bei Trafun in den Río Bueno mündet.

## Wirtschaft und Politik
In San Pablo gab es im Jahr 2015 538 Unternehmen und 3537 gemeldete abhängige Arbeitnehmer.
Der aktuelle Bürgermeister von San Pablo ist Juan Carlos Soto Caucau von der Regionalpartei PRI. Auf nationaler Ebene liegt San Pablo im 55. Wahlkreis, unter anderem zusammen mit Osorno, und San Juan de la Costa.